# André Paris
Pour les articles homonymes, voir Paris (homonymie).
André Paris, né le 6 août 1925 à Thiberville et mort le 27 mars 2016 à Rouen, est un athlète français.

## Carrière
André Paris est sacré champion de France du 10 000 mètres en 1948 à Paris.
Il est aussi 23e du 10 000 mètres masculin aux Jeux olympiques d'été de 1948 à Londres et éliminé en séries du 3 000 mètres steeple masculin aux Jeux olympiques d'été de 1952 à Helsinki.